# Акуленко, Михаил Александрович
Михаил Александрович Акуленко — советский хозяйственный, государственный и политический деятель.

## Биография
Родился в 1935 году в деревне Тульговичи. Член КПСС.
С 1959 года — на хозяйственной, общественной и политической работе. В 1959—1993 гг. — инженер-механик в вагонном депо Барановичского отделения дороги, первый секретарь Барановичского городского комитета ЛКСМ Белоруссии, заместитель председателя Барановичского горисполкома, председатель Барановичского горисполкома, начальник Барановичской горрайинспекции природных ресурсов и охраны окружающей среды.
Умер в Барановичах в 2019 году.